# چسلافس استانچیکس
چسلافس استانچیکس (لتونیایی: Česlavs Stančiks; ۲۶ آوریل ۱۸۹۸ – ۱۹۴۰) بازیکن فوتبال اهل لتونی بود.
از باشگاه‌هایی که در آن بازی کرده‌است می‌توان به اشاره کرد.